# Toxandrie

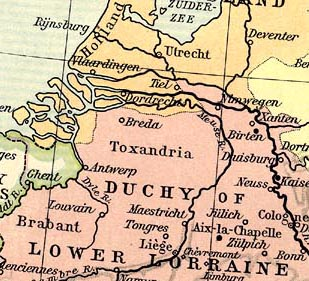
Toxandrie na mapě Střední Evropy (919–1125).

Toxandrie je klasické jméno pro území mezi řekami Maasou (latinsky Mosa) a Šeldou (Scaldis) v Nizozemí a Belgii. Název je vyslovován také jako Taxandrie. Sálští Frankové, kteří se v tomto území usadili ve 4. století, jsou známí jako Toxandriánci. Tyto kmeny daly vyrůst Merovejské dynastii, která se stala dominantní v nynější Francii a Belgii.